# Supergrass
Supergrass ist eine britische Rockband aus Oxford, die 1993 aus der Band The Jennifers hervorging und sich 2010 auflöste. Zwischen 2019 und 2022 erfolgte eine Reunion-Tour. Für 2025 sind weitere Konzerte angekündigt.

## Bandgeschichte

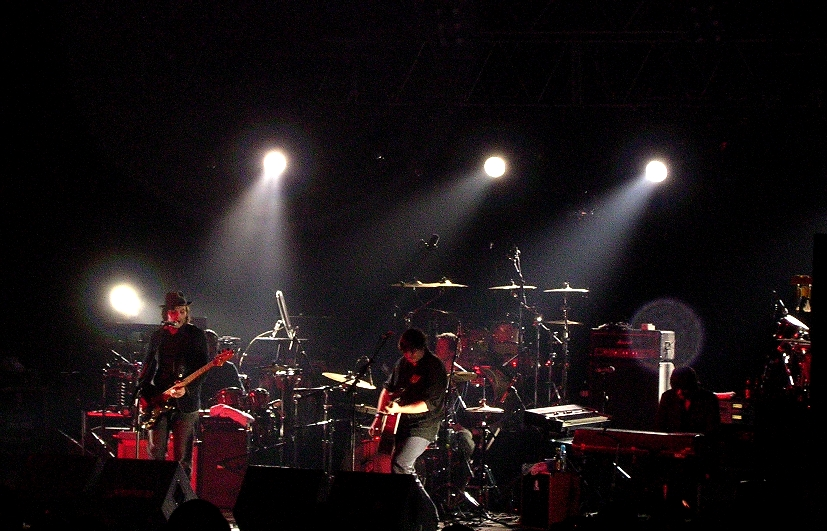
Supergrass in Madrid 2005

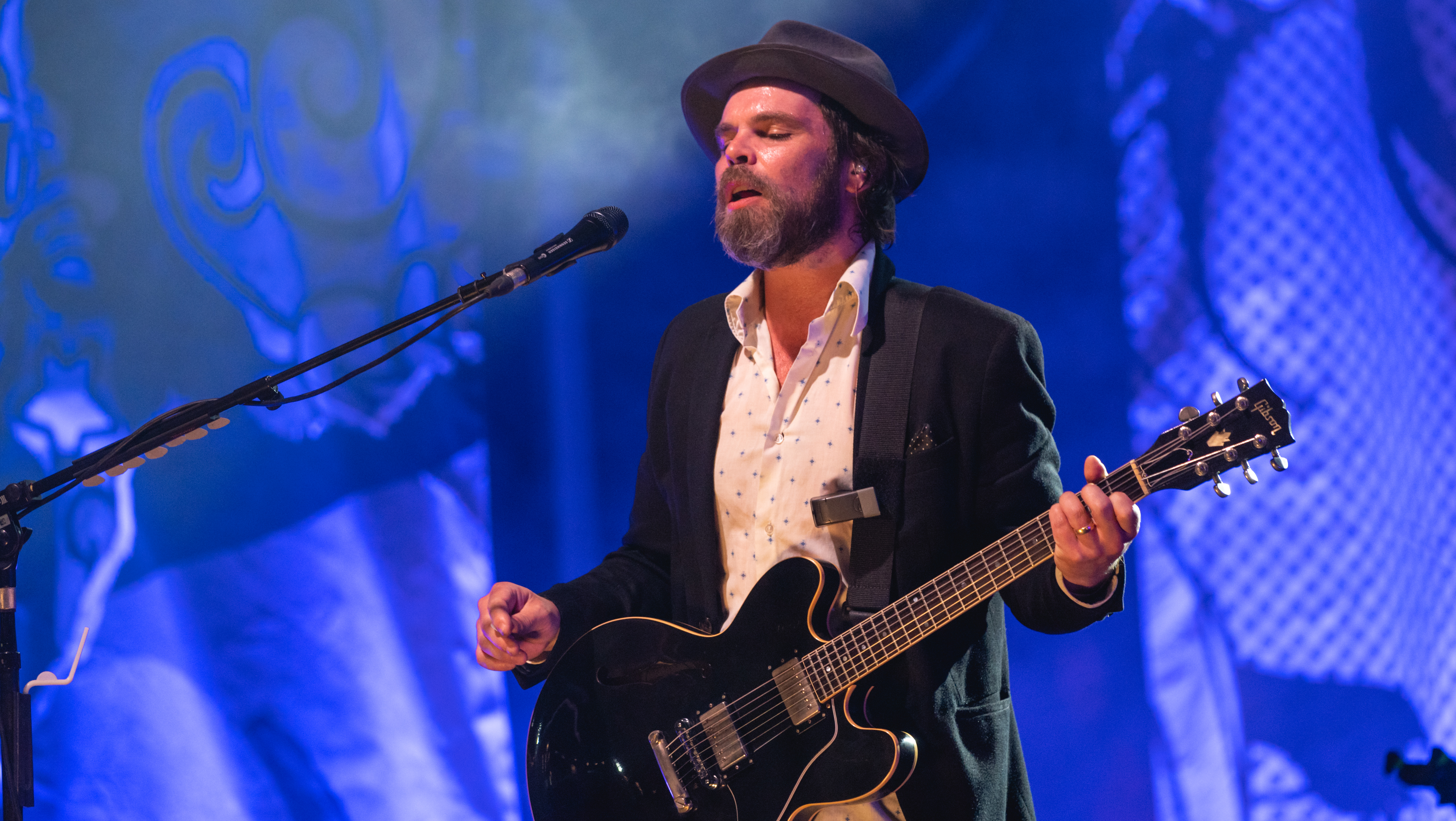
„Gaz“ Coombes (2021)

Bevor Gareth Michael Coombes und Daniel Goffey die Gruppe gründeten, spielten sie zwischen 1991 und 1993 in der kurzlebigen Band The Jennifers. Zusammen mit Michael Quinn formierten sie 1993 Supergrass und erhielten schon nach kurzer Zeit einen Plattenvertrag bei Parlophone. Ihr Debütalbum I Should Coco erreichte 1995, auf dem Höhepunkt der Britpop-Welle, die Spitze der britischen Charts, mit der Single-Kombination Alright/Time kamen sie auf Platz 2. Sie wurden bei den NME Awards als beste neue Band ausgezeichnet und erhielten einen Brit Award als bester Newcomer. Das zweite Album erwies sich ebenfalls als erfolgreich und erreichte ebenso wie der Vorgänger Platin-Status in Großbritannien.
1999 erschien das selbstbetitelte dritte Album der Band, auf dem sich der Song Pumping On Your Stereo befindet, der Rang 11 der UK-Charts erreichte. Das vielbeachtete Video zum Song wurde von Hammer & Tongs gedreht.
2002 produzierte Tony Hoffer ihr nächstes Album, Life on Other Planets, das von Dave Sardy gemixt wurde. Seit diesem Album war Rob Coombes vollwertiges Bandmitglied. Einen Teil der anschließenden Tour bestritten sie gemeinsam mit den befreundeten Foo Fighters. Zwei Jahre später feierte die Band ihr zehnjähriges Bestehen mit einer Best-Of-Sammlung. 2005 folgte mit dem in der Normandie aufgenommenen Road to Rouen ein eher ruhiges Album.
Im Juni 2007 beendete die Band in Berlin die Aufnahmen zu ihrem letzten Album. Es wurde im Frühjahr 2008 veröffentlicht und trägt den Titel Diamond Hoo Ha. Erste Auskopplungen aus dem Album waren die Songs Diamond Hoo Ha Man und Bad Blood. Es war das erste Album der Band, das in ihrem Heimatland nicht die Top Ten der Charts erreichte, wobei es von der Kritik überwiegend positiv wahrgenommen wurde. Diamond Hoo Ha wurde auch in die Compilation VPRO Song of the year aufgenommen. 2008 verließ die Band das Plattenlabel Parlophone, wo ihre bisherigen Alben erschienen waren. Sie gründete ihr eigenes Label Supergrass Records und begann mit den Aufnahmen zu einem weiteren Album, das den Arbeitstitel Release the Drones trug, aber nicht mehr vollendet wurde.
Am 12. April 2010 gab die Band die Trennung nach 17 Jahren bekannt. Danny Goffey wurde im selben Jahr der neue Drummer der Band Babyshambles.
Am 6. September 2019 traten Supergrass in Originalbesetzung wieder zusammen auf. 2020 begann eine Tournee durch Europa und die Vereinigten Staaten. Am 3. September 2022 spielten Supergrass auf dem Tributkonzert für Taylor Hawkins im Wembley-Stadion. Danach pausierte die Band für längere Zeit.
Im September 2024 kündigte Supergrass eine Tournee anlässlich des 30. Jubiläums von I Should Coco für Mai 2025 an.

## Mitglieder

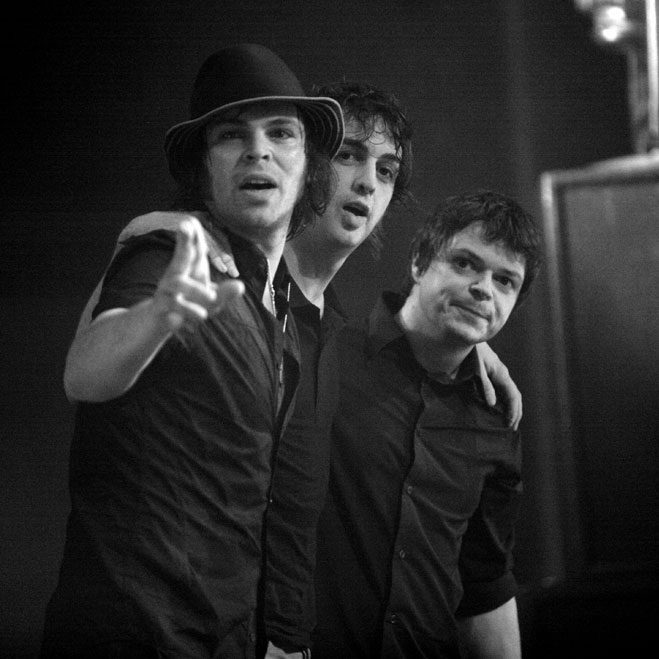
„Gaz“ Coombes, Goffey und Quinn (2008)

- Gareth „Gaz“ Michael Coombes (* 8. März 1976): Gitarre, Gesang
- Michael „Mick“ Quinn (* 17. Dezember 1969): Bass, Begleitgesang
- Daniel „Danny“ Goffey (* 7. Februar 1974): Schlagzeug, Begleitgesang
- Robert „Rob“ Coombes (* 27. April 1972): Keyboards

Robert Coombes ist der ältere Bruder von Gareth und war als Keyboarder an allen Alben beteiligt, wurde jedoch erst 2002 festes Mitglied der Band.

## Diskografie

### Alben
| Jahr | Titel                 | Höchstplatzierung, Gesamtwochen, AuszeichnungChartplatzierungen (Jahr, Titel, Platzierungen, Wochen, Auszeichnungen, Anmerkungen) | Höchstplatzierung, Gesamtwochen, AuszeichnungChartplatzierungen (Jahr, Titel, Platzierungen, Wochen, Auszeichnungen, Anmerkungen) | Höchstplatzierung, Gesamtwochen, AuszeichnungChartplatzierungen (Jahr, Titel, Platzierungen, Wochen, Auszeichnungen, Anmerkungen) | Höchstplatzierung, Gesamtwochen, AuszeichnungChartplatzierungen (Jahr, Titel, Platzierungen, Wochen, Auszeichnungen, Anmerkungen) | Anmerkungen                              |
| Jahr | Titel                 | DE | AT | UK | US | Anmerkungen                              |
| ---- | --------------------- | --- | --- | --- | --- | ---------------------------------------- |
| 1995 | I Should Coco         | DE70 (6 Wo.)DE | — | UK1 Platin · (48 Wo.)UK | — | Erstveröffentlichung: 15. Mai 1995       |
| 1997 | In It for the Money   | DE85 (1 Wo.)DE | — | UK2 Platin · (38 Wo.)UK | — | Erstveröffentlichung: 21. April 1997     |
| 1999 | Supergrass            | DE60 (3 Wo.)DE | — | UK3 Platin · (26 Wo.)UK | — | Erstveröffentlichung: 20. September 1999 |
| 2002 | Life on Other Planets | DE63 (3 Wo.)DE | — | UK9 Gold · (9 Wo.)UK | US195 (1 Wo.)US | Erstveröffentlichung: 11. September 2002 |
| 2005 | Road to Rouen         | — | AT73 (1 Wo.)AT | UK9 Silber · (4 Wo.)UK | — | Erstveröffentlichung: 15. August 2005    |
| 2008 | Diamond Hoo Ha        | — | — | UK19 (3 Wo.)UK | — | Erstveröffentlichung: 24. März 2008      |

### Kompilationen
| Jahr | Titel                       | Höchstplatzierung, Gesamtwochen, AuszeichnungChartplatzierungen (Jahr, Titel, Platzierungen, Wochen, Auszeichnungen, Anmerkungen) | Höchstplatzierung, Gesamtwochen, AuszeichnungChartplatzierungen (Jahr, Titel, Platzierungen, Wochen, Auszeichnungen, Anmerkungen) | Höchstplatzierung, Gesamtwochen, AuszeichnungChartplatzierungen (Jahr, Titel, Platzierungen, Wochen, Auszeichnungen, Anmerkungen) | Höchstplatzierung, Gesamtwochen, AuszeichnungChartplatzierungen (Jahr, Titel, Platzierungen, Wochen, Auszeichnungen, Anmerkungen) | Anmerkungen                           |
| Jahr | Titel                       | DE | AT | UK | US | Anmerkungen                           |
| ---- | --------------------------- | --- | --- | --- | --- | ------------------------------------- |
| 2004 | Supergrass Is 10            | — | — | UK4 Gold · (14 Wo.)UK | — | Erstveröffentlichung: 7. Juni 2004    |
| 2020 | The Strange Ones: 1994–2008 | — | — | UK52 (1 Wo.)UK | — | Erstveröffentlichung: 24. Januar 2020 |

Weitere Kompilationen
- 1996: Bag O Grass
- 2000: B-Side Trax
- 2009: Supergrass: The Albums Collection

### EPs
- 1999: Introducing... Supergrass
- 2006: Supertunes
- 2008: Live from London

### Singles
| Jahr | Titel Album                                               | Höchstplatzierung, Gesamtwochen, AuszeichnungChartsChartplatzierungen (Jahr, Titel, Album, Platzierungen, Wochen, Auszeichnungen, Anmerkungen) | Anmerkungen                             |
| Jahr | Titel Album                                               | UK | Anmerkungen                             |
| ---- | --------------------------------------------------------- | --- | --------------------------------------- |
| 1994 | Caught by the Fuzz I Should Coco                          | UK43 (2 Wo.)UK | Erstveröffentlichung: 17. Oktober 1994  |
| 1994 | Mansize Rooster I Should Coco                             | UK20 (3 Wo.)UK |                                         |
| 1995 | Lose It I Should Coco                                     | UK75 (1 Wo.)UK |                                         |
| 1995 | Lenny I Should Coco                                       | UK10 (4 Wo.)UK |                                         |
| 1995 | Alright/Time I Should Coco                                | UK2 ×2Doppelplatin · (10 Wo.)UK | Erstveröffentlichung: 3. Juli 1995      |
| 1996 | Going Out In It for the Money                             | UK5 (7 Wo.)UK | Erstveröffentlichung: 26. Februar 1996  |
| 1997 | Richard III In It for the Money                           | UK2 (7 Wo.)UK | Erstveröffentlichung: 31. März 1997     |
| 1997 | Sun Hits The Sky In It for the Money                      | UK10 (4 Wo.)UK |                                         |
| 1997 | Late In The Day In It for the Money                       | UK18 (4 Wo.)UK |                                         |
| 1999 | Pumping On Your Stereo Supergrass                         | UK11 Silber · (8 Wo.)UK |                                         |
| 1999 | Moving Supergrass                                         | UK9 Silber · (6 Wo.)UK | Erstveröffentlichung: 6. September 1999 |
| 1999 | Mary Supergrass                                           | UK36 (4 Wo.)UK |                                         |
| 2002 | Never Done Nothing Like That Before Life on Other Planets | UK75 (1 Wo.)UK |                                         |
| 2002 | Grace Life on Other Planets                               | UK13 (4 Wo.)UK |                                         |
| 2003 | Seen The Light Life on Other Planets                      | UK22 (3 Wo.)UK |                                         |
| 2004 | Kiss of Life Supergrass Is 10                             | UK23 (3 Wo.)UK |                                         |
| 2005 | St. Petersburg Road to Rouen                              | UK22 (3 Wo.)UK | Erstveröffentlichung: 5. August 2005    |
| 2005 | Low C Road to Rouen                                       | UK52 (1 Wo.)UK | Erstveröffentlichung: 24. Oktober 2005  |
| 2008 | Bad Blood Diamond Hoo Ha                                  | UK73 (1 Wo.)UK |                                         |

Weitere Singles
- 1997: Cheapskate
- 2003: Rush Hour Soul
- 2006: Fin
- 2008: Diamond Hoo Ha Man
- 2008: Rebel In You

### Sonstige Veröffentlichungen
- 1997: Don’t Be Cruel (auf Chicago Cab OST)
- 2001: Oracle (auf Mike Bassett: England Manager OST)
- 2007: Beat It (auf The Saturday Sessions: The Dermot O’Leary Show)

## Auszeichnungen für Musikverkäufe
| Goldene Schallplatte - Italien - 2024: für die Single Alright - Spanien - 2024: für die Single Alright |

Anmerkung: Auszeichnungen in Ländern aus den Charttabellen bzw. Chartboxen sind in ebendiesen zu finden.
| Land/RegionAuszeichnungen für Musikverkäufe (Land/Region, Auszeichnungen, Verkäufe, Quellen) | Silber     | Gold     | Platin     | Verkäufe  | Quellen             |
| -------------------------------------------------------------------------------------------- | ---------- | -------- | ---------- | --------- | ------------------- |
| Italien (FIMI)                                                                               | —          | Gold1    | —          | 50.000    | fimi.it             |
| Spanien (Promusicae)                                                                         | —          | Gold1    | —          | 30.000    | elportaldemusica.es |
| Vereinigtes Königreich (BPI)                                                                 | 3× Silber3 | 2× Gold2 | 5× Platin5 | 2.760.000 | bpi.co.uk           |
| Insgesamt                                                                                    | 3× Silber3 | 4× Gold4 | 5× Platin5 |           |                     |